# Tone Žnidarič
Tone Žnidarič (partizansko ime Štefan), slovenski španski borec in partizanski komandant, * 8. julij 1913, Nova vas pri Markovcih, † 18. december 1944, Dučići, Hrvaška.
Žnidarič je bil kot dijak ptujske gimnazije zaradi komunistične dejavnosti leta 1933 izključen iz šole in obsojen na 1 leto zapora. Leta 1936 je bil poslan na šolanje v Sovjetsko zvezo, od marca 1937 pa je bil španski borec, kjer je postal 1938 komandant bataljona v 12. mednarodni brigadi. Leta 1941 se je prek Francije in Nemčije vrnil v domovino. Od jeseni tega leta je deloval na Štajerskem, kjer je bil član pokrajinskega komiteja KPS. Leta 1944 je postal najprej namestnik komandanta 12. brigade nato  komandant 15. brigade in  načelnik štaba 18. divizije. Dosegel je čin podpolkovnika in bil nazadnje svetovalec v glavnem štabu NOV in POS. Med preizkušanjem minometa je bil skupaj z generalom Rozmanom hudo ranjen. Umrl je v partizanski bolnišnici pri kraju Dučići na Hrvaškem.